# ماس إفكت
ماس إفكت Mass Effect،   هي سلسلة وهذا الجزء يعتبر الأول منها والوحيد الذي كشفت عنه BioWare، تحدث مجريات اللعبة في عام 2183 ميلادي والتي يقوم بها شخصية اللاعب القائد Shepard، القصة تتكلم عن نبوءة من الألينز والتي تحتوي على أن كل 50 ألف سنة تأتي قوة إلى المجرة لكي تحصد كل حياة توجد فيها !، بدورك كأول أنسان دخل قوة الدفاع المجري والتي يقوم فيها كل شخص بأن يقسم للدفاع عن المجرة، مهمة Shepard أن يوقف الجيوش المتقدمة التي تهم بتدمير المجرة، Shepard سيقوم بقيادة الفريق النخبة أو الخاص لكي يقتحم عالم الألينز المعاديين لكي يعرف الحقيقة التي لم يتخيلها أحد ! 

## التفاصيل
أحد عناصر الـ أسلوب اللعب الفريدة في ماس إفكت هو نظام المحادثة الذي يسمح بمحادثة شخصيات الغير لاعبين * non-player * وأختيار الردود من ثلاثة أختيارات وهذا يظهر الكثير من الواقعية والطبيعية ويجعل أمر تفاعل اللاعب أكثر سنمائية، أيضا ً تمتع هذه اللعبة بعالم واسع وسيكون بأمكانك الأكتشاف في أي مكان في المجرة حيث تحتوي على كواكب وكويكبات عدة بعضها مدمر وبعضها مزدهر وذلك عن طريق خريطة المجرة * Galaxy Map *..
في المعركة سيكون بأمكانك التحكم بكل الأشخاص الذين تحت سيطرتك عن طريق طريقتين أما بأعطاهم الأوامر مثل غطني * Cover me * أو أبق مكانك * Hold in your position * وأما بالتحكم بهم بنفسك وذلك يساعدك في استخدام خبراتهم على أكمل وجه مثل قدرات القنص والمرواغة الخ.. والشخصية كذلك، أيضا ً هنالك ظاهرة فيزيائية اكتشفها البشر فقط مثل الجاذبية والكهرومغناطيسية وتسمى الطاقة السوداء * طاقة مظلمة * والتي تمكن البشر من تسخيرها واستخدامها أحسن استخدام لجعل الجنود يحسون بالموجات الكهرومغناطيسية مثل بعض المخلوقات الحية الحقيقية مثل الأنجليس وسمكة القرش أيضا بواسطة الطاقة السوداء تمكن البشر من أبتكار الـBiotics الذي يمكنه التحكم برفع أو أبعاد الأشياء والتأثير على الخصوم مثل التاُثير عليه بأن يرمي سلاحه..
تعد من أهم مميزات اللعبة أنها قابلة للتعديل * إضفاء الطابع الشخصي * والتي تمكنك من تعديل وتحرير على حسب ذوقك وتستطيع التعديل والأختيار بمركبتك وأمكانيات ومهارات Shepard وزملائك في الفريق *squad-mates* ودرعك وكل شيء تقريبا ً !، لكن شخصياتك في البداية تكون محدودة المهارات وبعد ذلك تتطور وسيكون بأمكانك التعديل في مهارتهم واختيار المهارة التي تريد تطويرها على حسب الذي تريد وذلك سيخدمك في المعركة..

## الأجناس

### الجايث The Geth
الـ Geth's هم جنس طوروا من قبل الـقواريانز "Quarians" لكي يصبحوا ادوات للحرب وعمالا ً هذا الجنس طوروا قبل 300 سنة حينما بدأ الـ Geth's أستجواب ساداتهم وهم القواريانز حاول القواريانز ان يبيدوهم ولكن الفائز بنهاية الحرب هم الـGeth's مما أدى إلى أضطهادهم من قبل الأستخبارات المجرية..
الـGeth's يمكن ان يتعلموا ولكن بشكل أبطئ من الأجناس الأخرى لكن الـ Geth's يصبحون أكثر قوة وذكاء ً عندما يشتركون في عملية التفكير مع بعضهم البعض..

### آصاري Asari
لايعرف عنهم شيء سوى أنهم عضو في مجلس الـCitadel

### Kroganكروجان
جنس زاحف قاسي يخفي كرهه العميق للأجناس الذكية لسبب غير معروف !

### صالاريان Salarians
جنس مشهور بمهارتهم التقنية بالأضافة إلى قدرتهم العالية في التجسس، بنوا العديد من التقدم التقني الرئيسي في المجرة الذي يظهر عليها الآن !

### طوريان Turians
أخر الأجناس أنضماما ً لمجلس الـCitadel، يشبهون الطيور نوعا ً ما ويتميزون بالشجاعة في المعركة ولكنهم غير معروفين ليكونوا سفاحين ومن ميزاتهم انهم شرفاء ومنتظمين حيث يطعمون الأعداء ويداوون الأسرى والجرحى ولا يتركون أي أحد منهم ورائهم لأي سبب كان ولا يتركونه حتى لو كلفهم كل أرواحهم !، لا يؤمنون بشئ اسمه مناوشات أو حرب على نطاق ضيق ولكن أسلبوهم في القتال العام ويستخدمون لذلك الأعداد والأساطيل الهائلة..

### فلوس Volus
القليل الذي يعرف حول هذا الجنس سوى أنهم يلبسون الملابس الثقيلة وكمامات التنفس ويبدو هذا الزي لازما ً لهم خارج عالمهم !

## أحداث ما قبل اللعبة

### عام 2148
الأنسان يكتشف مخبأ ذخائر من تقنية الألينز المتقدمة جدا ً مخفية تحت سطح المريخ، البناء على بقايا الجنس المنقرض منذ زمن طويل المسمى بـ Protheans (بروثيانز)، الأنسان يتقن علم حقول Mass Effect مشابهة للحقول المغناطيسية يؤدي إلى تطوير ناقل أسرع من السفر الخفيف..

### عام 2149
أنتشار الأنسان من خلال النظام الشمي المطور من قبلهم، الأكتشاف بأن تشارون * خارون * أحد أقمار الكوكب بلوتو أنه قطعة هائلة من تقنية Prothean الخاملة !، يكتشف الأنسان بأن ناقلة الجماعية تسمح بالسفر الآني إلى جزء آخر من المجرة، هنالك يكتشفون العديد من الناقلات الخاملة، بعد ذلك يتوسع الأنسان ليؤسس مستعمرات ويكتشف مناطق جديدة ويعمل على تنشيط الناقلات الخاملة لفتح مناطق أخرى غير مكتشفة من الفضاء !

### عام 2155
للدفاع عن أمبراطوريته السريعة التوسع أنشأ الأنسان أسطولا ً هائل وبنى محطته الفضائية العسكرية الهائلة بالرغم من أنهم لحد الآن لم يصادفون أي جنس آخر !

### عام 2167
تتصل الحضارة الأنسانية مع حضارة أخرى وهم الـTurians ولكن لسوء الحظ يصبح اللقاء بعيد عن السلام وأصبح التواصل بينهم عن طريق النزاعات !، يجلب هذا النزاع أنتباه مجلس الـ Citadel ويتدخل قبل أن تتصعد النزاعات ويتوسط إلى سلام بينهم !

### عام 2165
الأنسانية تواصل التوسع وتؤسس مستعمرات أكثر وتقيم تحالفات تجارية مع العديد من الأجناس الأخرى الذين يعرفون سلطة مجلس الـ Citadel، المجلس يعترف رسميا ً بقوة وتأثير الأنسانية في المجرة، الأنسان يسمح بأفتتاح سفارة في الـ Citadel * القلب السياسي والأقتصادي للمجرة *

### عام 2183
القائد Shepard يتعهد بأن يكون ضابطاً في جيش التحالف الأنساني، الأنسان يصمم سفينة الأكثر تقدما ً على الأطلاق !

## أوسمة حصلت عليها اللعبة
القليل من الألعاب التي تحصل على أوسمة والقليل منها التي تحصل على وسام قبل صدورها منها هذه اللعبة :-
Game Critics Awards : Best Role Playing Game
1UP's Best of E3 2006: Best 360 Game award
Team Xbox's Best of E3 2006: Best Xbox 360 game، Best of E3 2006: Best RPG
GameSpy's Best of E3 Awards 2006: Best RPG
IGN Best of E3 2006 Awards: Best Overall Xbox 360 Game، Best of E3 2006 : Game of the Show
GameTrailers Best of E3 2006 Awards: Best Role-Playing Game
GameSpot E3 06 Editor's Choice: Best Xbox 360 Game، Best RPG

## أجزاء اللعبة
| الاسم       | الإصدار | الأجهزة                            |
| ----------- | ------- | ---------------------------------- |
| ماس إيفكت   | 2007    | ويندوز، إكس بوكس 360               |
| ماس إيفكت 2 | 2010    | ويندوز، إكس بوكس 360، بلاي ستيشن 3 |
| ماس إيفكت 3 | 2012    | ويندوز، إكس بوكس 360، بلاي ستيشن 3 |

## أنظر إلى
الموقع الرسمي
للمزيد من الأوسمة
معرض اللعبة

## وصلات خارجية
- ماس إفكت على موقع IMDb (الإنجليزية)
- ماس إفكت على موقع أول موفي (الإنجليزية)